# 小澤征良

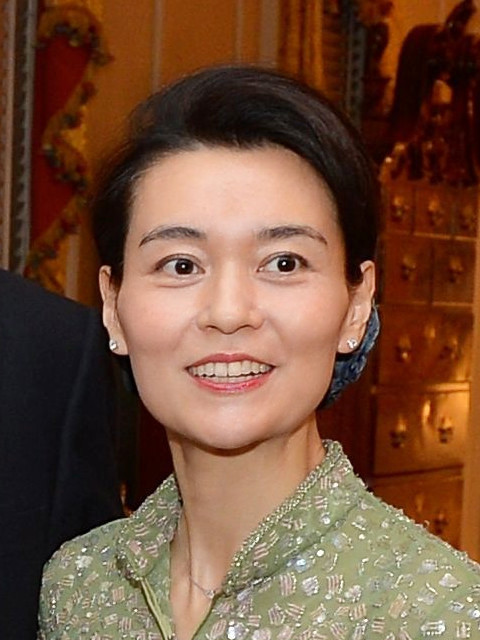
2015年

小澤 征良（おざわ せいら、1971年12月29日 - ）は、アメリカ合衆国サンフランシスコ生まれのエッセイスト、作家。サイトウ・キネン・オーケストラ代表。一般財団法人サイトウ・キネン・オーケストラ財団評議員。公益財団法人サイトウ・キネン財団理事。

## 来歴・人物
父は指揮者の小澤征爾、母は元モデルで女優の入江美樹（小澤・ベラ・イリーン）で、征良の名は、父の“Seiji”と母の“Vera”を継ぎ“Seira”とした。弟は俳優の小澤征悦、従兄はミュージシャンの小沢健二である。
2012年に結婚して息子を儲ける。
6歳でボストンの小学校から成城学園初等学校へ転校し、成城学園中学校高等学校を経て成城大学に進んだが退学して、上智大学比較文化学部を卒業する。メトロポリタン歌劇場で首席演出家のアシスタントを務めてオペラ演出を学ぶ。テレビ番組の司会などを務め、雑誌や新聞等にエッセーを書き、2002年に出版したエッセー『おわらない夏』（集英社）がベストセラーになり話題となる。

## 著作
- 『おわらない夏』（集英社） 2002、のち集英社文庫 2005
- 『思い出のむこうへ』（筑摩書房） 2003
- 『蒼いみち』（講談社 2006、のち講談社文庫 2009
- 『聖地へ - Light & Shadow』（徳間書店） 2007 - 大型本
- 『言葉のミルフィーユ』（文化出版局） 2008
- 『そら いろいろ』（新潮社） 2008
- 『しずかの朝』（新潮社） 2008

### 共著
- 『往復書簡 いま、どこですか?』（新潮社） 2013 - 杏との往復書簡

## 翻訳
- 『Doga ドガ 犬的ヨガ健康法』（J・ブリリアント, W・ベルローニ共著、新潮社） 2005
- 『犬のジミーはバレエ・スター』（L・メイバーダック文、ジョンソン絵、講談社の翻訳絵本） 2007